# 尼基弗鲁斯二世
尼基弗鲁斯二世·福卡斯（拉丁化：Nicephorus II Phocas；希腊文：Νικηφόρος Β΄ Φωκᾶς，Nikēphoros II Phōkas；约912年至969年12月10/11日），963至969年间為拜占庭皇帝，其辉煌的战功对于拜占庭帝国於10世纪的中兴作出了极大的贡献。

## 早期战功
尼基弗鲁斯·福卡斯在912年左右出生，来自于卡帕多细亚的福卡斯家族，其家族为帝国输出了几位杰出的将领，包括其父老巴尔达斯·福卡斯，其兄利奥·福卡斯，其祖父老尼基弗鲁斯·福卡斯，皆任“宫内军家内官”（军队统帅）。其母为另一个有权势的安纳托利亚家族：马雷诺斯家族的成员。
尼基弗鲁斯在年轻时就入伍参军。他在945年，君士坦丁七世任内被任命为安纳托利亚军区将军。当其父在953年于战役中受伤时，他被提拔为东部前线最高司令。在与阿拔斯王朝的战争中，他于954年首战遭遇惨痛失利，但在957年之后，他在叙利亚开始以一系列的胜利收复失地。
在959年罗曼努斯二世即位之后，尼基弗鲁斯和他的弟弟利奥分别管理东西部的野战军。
在960年，27,000名桨手以及水兵被集中起来并配置到一支装载50,000人，拥有308艘船的舰队。在一名有影响力的政府官员约瑟夫·布林加斯（此人是一名宦官）的提议下，尼基弗鲁斯被委任率领这次对抗萨拉森人建立的克里特埃米爾国的远征，他在9个月的围困后攻陷了堪达克斯，又于961年从穆斯林手中夺回了整座岛屿。他被剥夺了按照惯常荣誉应举行的凯旋式,只被允许在大赛车场接受鼓掌致敬，接着带领装备精良的大军返回东部。凭借着精彩的战略，他在962-963年的战役中征服了奇里乞亚，攻入了叙利亚，和他的侄子约翰吉米斯基合力攻取了阿勒颇，但并未永久征服该地，隨後他更屢次重創白益王朝並一度兵臨巴格達，但因疾病以及天氣退兵，在这一系列战役中他得到了“萨拉森人的白色死神”的绰号。在占领阿勒颇之后，拜占庭军队缴获了390,000银第纳尔，2,000头骆驼以及1,400头驴。同年，尼基弗魯斯派兵防止伊斯蘭勢力對義大利南部的滲透，結果拜占庭戰敗使皇帝遣使赴北非簽署媾和條約，至此拜占庭再也未嘗試與薩拉森海盜進行決戰。
他早早与斯蒂芬妮结婚，后者在他出名之前就已去世，在她的死亡后他立下了坚守贞洁的誓言，这在之后的日子里将会制造麻烦。

## 登基为王
在963年3月15日，皇帝罗曼努斯二世出人意料的在26岁的年龄去世。他的死因并不明确，当时以及后世的历史学家似乎都相信年轻的皇帝是因为纵欲、饮酒过度损害健康而亡，或者怀疑皇后塞奥法诺毒死了他。塞奥法诺在当时已经因为其睿智和雄心名声鹊起，她在之后会因为了达到目标的所表现出的冷酷而更加出名。罗曼努斯在死前就己加冕其子巴西尔二世和君士坦丁八世为共治皇帝。但当时他们各自只有五岁以及三岁，他们并不能承担与头衔所相符的责任。于是塞奥法诺被提名为了摄政王。
但是塞奥法诺并不被允许单独一人统治，占据了罗曼努斯二世御前会议中重要位置的宦官，约瑟夫·布林加斯保持了他的职位。根据当时的史料他意图将权利控制在自己手里，而不是让它落到皇后一派人手中。他也试着削弱尼基弗鲁斯的权利，高奏凯歌的将军被批准成为军队的实际总司令，并维系着自己和贵族的稳固联系。约瑟夫生怕尼基弗鲁斯凭借着军队以及贵族的支持，对王座提出宣称权。约瑟夫在接下来几个月中的阴谋诡计让塞奥法诺和尼基弗鲁斯都转到了他的对立面。约瑟夫不知道的是，尼基弗鲁斯在他的侄子约翰·吉米斯基的煽动下决定夺取王座，并与皇后建立了同盟。
在皇后以及大牧首的帮助下，尼基弗鲁斯得到了东部军队的最高统帅权，在963年7月2日被军队宣称为皇帝之后他向君士坦丁堡进军。与此同时他的同党推翻了布林加斯。要感谢他在军队中的人气，尼基弗鲁斯二世·福卡斯在罗曼努斯的幼子身边被加冕为皇帝，并不顾大牧首的阻挡与摄政王塞奥法诺结婚。但女攝政王塞奧法諾卻與其姪子约翰·吉米斯基有地下情，約翰後來殺死叔父尼基弗鲁斯二世·福卡斯奪下皇位。